# Râul Bredicel
Râul Bredicel este un curs de apă, afluent al râului Iaz. 